# Osiedle Stare Miasto (Poznań)
Osiedle Stare Miasto – osiedle administracyjne Poznania (od 1 stycznia 2011 roku), obejmujące centralny obszar miasta.
Według danych z 12 sierpnia 2010 r. obszar przyszłego osiedla o powierzchni 3,91 km², zamieszkiwało 30 216 osób.

## Położenie
Od zachodu granicę osiedla stanowi: ciąg linii kolejowych nr 3 i nr 351, ul. K. Pułaskiego; od północy ul. Armii Poznań; od wschodu rzeka Warta (od skrzyżowania ul. Szelągowskiej, Armii Poznań, Garbary do mostu Królowej Jadwigi); od południa ulice: Królowej Jadwigi, Towarowa i most Dworcowy.

## Podział
Podział w Systemie Informacji Miejskiej
Według Systemu Informacji Miejskiej Osiedle Stare Miasto jest podzielone na trzy jednostki obszarowe:
- Centrum
- Chwaliszewo
- Stare Miasto

## Podział tradycyjny
- Chwaliszewo
- Dzielnica Cesarska
- Garbary
- Grobla
- Piaski
- Piekary
- Przepadek
- Rybaki
- Stare Miasto
- Święty Marcin
- Święty Wojciech

## Siedziba Rady Osiedla
Adres rady osiedla
Internat Zespołu Szkół Mistrzostwa Sportowego nr 2, przy ulicy Młyńskiej 11.

## Historia

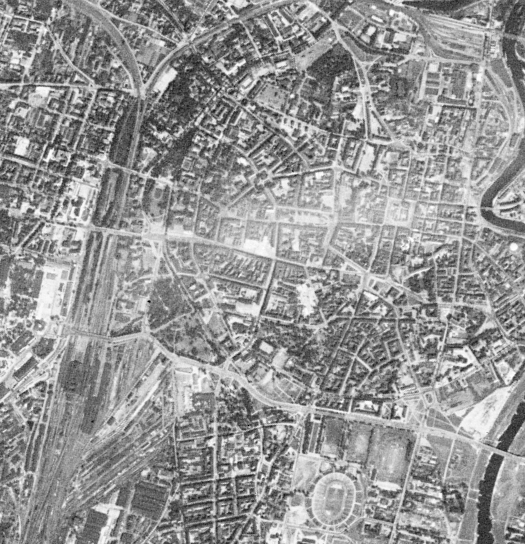
Zdjęcie satelitarne Poznania z 1965 r.

W latach 1954–1990 obszar ten należał do dużej dzielnicy administracyjnej o takiej samej nazwie tj. Stare Miasto.
W 1997 r. utworzono jednostkę pomocniczą miasta Osiedle Śródmieście i w 1999 r. utworzono Osiedle Św. Marcin. Następnie w 2000 r. utworzono Osiedle Starówka, a w 2004 r. Osiedle Rybaki-Piaski.
1 stycznia 2011 roku połączono Osiedle Św. Marcin, Osiedle Śródmieście, Osiedle Rybaki-Piaski i Osiedle Starówka w jedno Osiedle Stare Miasto, do którego przyłączono także plac Wolności. Połączenie wynikało z tzw. reformy funkcjonalnej jednostek pomocniczych w Poznaniu, a ponieważ wszystkie poprzednie 4 jednostki były osiedlami śródmiejskimi z zabudową wielorodzinną i każde z nich zamieszkiwało mniej niż 15 tys. osób połączono je w jedną jednostkę pomocniczą.

## Komunikacja
Osiedle obsługują autobusy MPK Poznań linii 160, 163, 169, 171, 174 i 190 oraz linie nocne 213 i 223.